# Hilsbach (Elsenz, Oberlauf)
Der Hilsbach ist ein über 10 km langer Bach im Kraichgau, der nach einem etwa südsüdöstlichen Lauf in der Stadt Eppingen im baden-württembergischen Landkreis Heilbronn von links in die obere Elsenz mündet.
Ein anderer Hilsbach fließt der Elsenz ebenfalls von links am untersten Lauf an der Kriegsmühle von Neckargemünd zu.

## Name
Die Stadt Hilsbach taucht in den frühmittelalterlichen Urkunden als Hilleresbach auf. Der Bach wurde daher nach einer Person namens Hil(l)ar benannt.

## Geographie

### Verlauf
Der Hilsbach entsteht auf der Gemarkung der ehemals eigenständigen Stadt Hilsbach (seit 1971 zu Sinsheim gehörig) im Rhein-Neckar-Kreis aus dem Zusammenfluss von einigen mehr oder weniger beständigen Quellbächen. Zuweilen ist von neun Quellen die Rede. Der als Hauptoberlauf geltende Vollmersgrundgraben entspringt wenig südlich der von Weiler im Osten nach Buchenauerhof im Westen führenden K 4277 auf der Gemarkungsgrenze zum ebenfalls Sinsheimer Teilort Weiler auf etwa 260 m ü. NN. Er folgt dieser neben einem Feldweg wenige hundert Meter nach Westen und wendet sich dann nach Süden auf das Dorf Hilsbach hin zu, weiterhin als Feldweggraben. Beim Sportgelände am Nordrand von Hilsbach fließt nach insgesamt 1,1 km von rechts ein kürzerer Weggraben zu, von dort an heißt der Bach Hilsbach, der nun bis zur Mündung recht beständig südsüdöstlich läuft.
Zunächst durchquert er dabei den gleichnamigen Ort, die einzige bedeutende  Ansiedlung an seinem Lauf vor der Stadt an der Mündung. Noch am südlichen Ortsrand mündet, von Westen aus dem Waldgebiet um den Eichelberg kommend, der 2 km lange Odenheimer Graben. Weiter abwärts passiert er nacheinander die Mettelmühle und die Eichmühle, die beide in Einzellage am Ufer stehen.
Nach etwas über der Hälfte des Laufes mündet der Bruchgraben inzwischen auf dem Stadtgebiet von Eppingen im Landkreis Heilbronn von rechts und Nordwesten. Nach etwa zwei Dritteln des Laufs folgt von links und Norden an der zum Ortsteil Adelshofen der Stadt gehörenden ehemaligen Adelshofer Mühle der Nesselbach, der zuvor das Dorf Adelshofen durchlaufen hat. Beide dieser bedeutendsten Zuflüsse sind etwas länger als 4 km. An der Mühle quert mit der Landesstraße 550 auch die erste größere Straße den Bach, von dem gleich nach dem Zulauf nach links der Obere Mühlgraben abzweigt. Hinfort folgt dem Hilsbach selbst an der rechten Seite die Landesstraße 552.
Erst nachdem noch die B 293 im Zuge ihrer im Norden die Stadt umgehende Schlinge auf einem Damm das kleine Tälchen gequert hat, erreicht der Hilsbach die Siedlungsgrenze von Eppingen, wo auch der fast 2 km lange linken Seitengraben zurückläuft. Um die Trasse des Baches durch die Stadt bleibt oft ein grüner Streifen unbebaut. Den alten Stadtkern passiert er an dessen Nordrand, dann mündet der Hilsbach auf etwa 186 m ü. NN in Fortsetzung des Mühlweges von links in die Elsenz in deren großem Linksbogen am Oberlauf, mit dem sie sich von Südost- auf Nordlauf kehrt.

### Einzugsgebiet
Das Einzugsgebiet des Hilsbachs umfasst 26,3 km², es liegt im Naturraum Kraichgau weit überwiegend in dessen Teilraum Eppinger Gäue und hat daneben noch am Oberlauf westlich von Hilsbach einen kleineren Anteil am Teilraum Eichelberg um den gleichnamigen Berg Eichelberg, der mit seiner Gipfelhöhe von 326,8 m ü. NN am Nordwesteck die zweithöchste Erhebung des Einzugsgebietes ist. Die höchste ist der Steinsberg mit 333,2 m ü. NN mit seiner weithin sichtbaren Burg bei Weiler an der Nordecke.
Weil der Hilsbach in den großen Bogen der oberen Elsenz hineinläuft, die unweit der Quelle seines großen rechten Zuflusses Bruchgraben entspringt, läuft der Vorfluter Elsenz fast parallel zum Hilsbach und ohne wesentliche linke Zuflüsse recht dicht hinter der westsüdwestlichen Einzugsgebietsgrenze; hinter der östlichen zur Elsenz unterhalb der Hilsbach-Mündung konkurrieren dagegen nach und nach länger werdende linke Seitenbäche der Elsenz bis hinunter zum Ittlinger Sulzgraben. Jenseits der die beiden höchsten Punkte verbindenden Nordnordwestgrenze liegt im östlichen Teil das Quellgebiet des noch weiter unten in die Elsenz mündenden Ilvesbachs, im westlichen das Quellgebiet des Waldangelbachs, der über den Leimbach in den Oberrhein entwässert. An dieses grenzt südlich das Einzugsgebiet des Kraichbachs an der obersten westlichen Wasserscheide des Hilsbachs, welcher direkt in den Oberrhein mündet. Auf diesem letzten Stück über den Eichelberg hinweg gegen Waldangelbach und Kraichbach ist also die Einzugsgebietsgrenze Teil der Neckar-Rhein-Wasserscheide.

### Zuflüsse
Von der Quelle zur Mündung. Gewässerlänge, Einzugsgebiet und Höhe nach den entsprechenden Layern auf der Onlinekarte der LUBW. Andere Quellen für die Angaben sind vermerkt.
- Diebsgründelgraben, von links und Osten auf etwa 237 m ü. NN in den Oberlauf Vollmersgrundgraben nördlich von Hilsbach, 0,8 km und ca. 0,3 km².[LUBW 6] Entsteht auf etwa 283 m ü. NN an einer Feldwegkreuzung. Weggraben.
- Odenheimer Graben, von rechts und Westen auf unter 220 m ü. NN am Südrand von Hilsbach, 2,0 km und 1,3 km². Entsteht aus kleinen Schluchtbächen, die auf Höhen um 250 m ü. NN im Großen Wald am Ostfuß des Eichelbergs entspringen.
- Wollbach, nach einem halbelliptischen Linksbogen um Hilsbach auf über 215 m ü. NN etwas südlich davon, 1,9 km und ca. 1,3 km².[LUBW 6] Entsteht auf etwa 260 m ü. NN etwas nördlich von Hilsbach. Nur anfangs Feldweggraben.
- Hasenlochgraben, von rechts und Westnordwesten auf etwa 214 m ü. NN gegenüber der Kläranlage von Hilsbach, 1,1 km und ca. 0,7 km².[LUBW 6] Entsteht auf etwa 236 m ü. NN am Südosteck des Großen Walds.
- Bruchgraben, von rechts und Nordwesten auf unter 195 m ü. NN südwestlich von Adelshofen, 4,5 km und 4,3 km². Entsteht auf etwa 240 m ü. NN nördlich von Elsenz am Rand des Großen Walds.
Durchfließt unmittelbar nacheinander die zwei  Bruchweiher auf etwas über 200 m ü. NN im Naturschutzgebiet Elsenzer Bruchgraben, 0,2 ha und 1,2 ha.[LUBW 7]
- Nesselbach, von links und Nordnordwesten auf etwa 192 m ü. NN an der Adelshofer Mühle (zu Adelshofen), 4,3 km und 4,7 km². Entsteht auf etwa 244 m ü. NN nahe bei einem Aussiedlerhof zwischen Hilsbach und Junghof. Am Oberlauf Weggraben, durchquert dann Adelshofen.
- (Abzweig des Oberen Mühlgrabens), nach links gleich nach dem Nesselbach-Zufluss.
- Grenzgraben, von rechts und Nordwesten auf etwa 192 m ü. NN gegenüber der alten Mühle, 1,1 km und ca. 1,2 km².[LUBW 6] Entsteht auf etwa 198 m ü. NN gegenüber einem Pumpenhäuschen neben dem untersten Bruchgraben. Rechter Auengraben neben diesem und dann dem Hilsbach, demarkiert lange die Grenze der Eppinger Teilortsgemarkungen des Dorfes Adelshofen und der Stadt selbst.
- (Wassergraben Baumannsklinge), von links und Nordosten in den Oberen Mühlgraben auf etwa 192 m ü. NN etwa 400 Meter nach dessen Abzweig, 1,0 km und ca. 0,5 km².[LUBW 6] Entsteht auf etwa 220 m ü. NN westlich-unterhalb des Wasserreservoirs auf der Kuppe im Gewann Hohenstein.
- Kiesgraben, von links und Nordosten in den Oberen Mühlgraben auf etwa 192 m ü. NN etwa 350 Meter vor der querenden b 293, 1,7 km und ca. 1,2 km².[LUBW 6] Entsteht auf etwa 217 m ü. NN im Feldgewann Hohenstein.
- (Wassergraben Eichelt), von rechts und Osten in den Hislbach selbst auf unter 190 m ü. NN am Straßendamm der B 293, 1,3 km und 1,1 km². Entsteht auf etwa 219 m ü. NN im Feldgewann Eichelt.
- (Rücklauf des Oberen Mühlgrabens), von links dicht an den ersten Häusern von Eppingen, 1,9 km und ca. 2,2 km².[LUBW 6]

### LUBW
Amtliche Online-Gewässerkarte mit passendem Ausschnitt und den hier benutzten Layern: Lauf und Einzugsgebiet des Eppinger Hilsbachs

Allgemeiner Einstieg ohne Voreinstellungen und Layer: Daten- und Kartendienst der Landesanstalt für Umwelt Baden-Württemberg (LUBW) (Hinweise)
1. 1 2 3  Höhe nach dem Höhenlinienbild auf dem Hintergrundlayer Topographische Karte.
2. 1 2  Länge nach dem Layer Gewässernetz (AWGN).
3. ↑  Einzugsgebiet aufsummiert aus den Teileinzugsgebieten nach dem Layer Basiseinzugsgebiet (AWGN).
4. 1 2  Höhe nach schwarzer Beschriftung auf dem Hintergrundlayer Topographische Karte.
5. ↑  Einzugsgebiet nach dem Layer Basiseinzugsgebiet (AWGN).
6. 1 2 3 4 5 6 7  Einzugsgebiet abgemessen auf dem Hintergrundlayer Topographische Karte.
7. ↑  Seefläche nach dem Layer Stehende Gewässer.

### Andere Belege
1. ↑  Albrecht Greule: Deutsches Gewässernamenbuch. Walter de Gruyter, Berlin / Boston 2014, ISBN 978-3-11-057891-1, S. 223, „²Hilsbach“ (Auszug in der Google-Buchsuche).
2. ↑  Josef Schmithüsen: Geographische Landesaufnahme: Die naturräumlichen Einheiten auf Blatt 161 Karlsruhe. Bundesanstalt für Landeskunde, Bad Godesberg 1952. → Online-Karte (PDF; 5,1 MB)